# Wang Bingzhang
Wang Bingzhang, né le 30 décembre 1947, est un activiste politique et fondateur de deux mouvements chinois pro-démocratie. 

## Biographie
Wang Bingzhang est né à Shijiazhuang dans la province de Hebei. En 1965, il intègre une école de médecine alors que commence la Révolution culturelle. Il prend brièvement la tête des gardes rouges de son école mais il est rapidement en désaccord avec l'idéologie communiste. Après l'obtention de son diplôme, Wang dirigea une petite clinique médicale dans le comté de Yushu. Un an plus tard, en 1976, il se rend à Shijiazhuang et travaille jour et nuit pour aider les victimes du tremblement de terre qui a frappé près de Tangshan, tuant un demi-million de personnes.
En 1978, Deng Xiaoping devient le leader de la Chine et inaugure une nouvelle méthode de pensée socialiste. Il envoie certains citoyens chinois étudier les sciences et la technologie à l'étranger grâce à des bourses gouvernementales. Wang Bingzhang, qui avait lui-même appris l'anglais, a été accepté par l'Université McGill pour étudier la médecine. Au Canada, il rencontré sa deuxième femme, Chin Ning, et commence à travailler officieusement pour le mouvement chinois pro-démocratie. En 1982, Wang Bingzhang est devenu un des premiers Chinois à obtenir un doctorat depuis des décennies et son succès a été salué par les médias en Chine et à l'étranger. Mais il décide de ne pas rentrer en Chine. Il s'installe à New York pour créer un magazine, China Spring, qui prône la démocratie en Chine. Le New York Times a publié un article à propos de sa défection. À la fin de 1983, China Spring annonce la formation de l'Alliance chinoise pour la démocratie, la première organisation consacrée au mouvement démocratique en Chine. En 1989, lors des manifestations de la place, il est évincé de l'Alliance chinoise.
Il devient alors un courtier pour MetLife et déménage avec sa famille à Long Island. Wang Bingzhang reste actif pour promouvoir le mouvement en voyageant à travers le pays en donnant des discours passionnés en faveur de la démocratie.
En janvier 1998, avec une fausse pièce d'identité, il rentre clandestinement en Chine afin d'essayer d'organiser un Parti politique pour promouvoir la démocratie.
Wang Bingzhang a été condamné à la prison à vie et à la privation de ses droits civiques par le tribunal de Shenzhen, pour « espionnage, organisation et direction d'un groupe terroriste ». 
En mars 2014, Ti-Anna Wang, la fille de Wang Bingzhang, intervient dans la salle du Conseil des droits de l’homme de l’ONU à Genève pour demander la libération de son père. Les représentants chinois présents ont essayé d’interrompre le discours de la jeune femme. Le lendemain, elle a fait l'objet d'une tentative d'espionnage ou d'intimidation de la part d'un homme représentant une ONG.